# Артур Майкл
Артур Майкл, традиційно Артур Міхаель (англ. Arthur Michael; 7 серпня 1853 — 8 лютого 1942) — американський хімік-органік, найвідоміший за реакцією Міхаеля.

## Життєпис
Артур Майкл народився в Баффало штат Нью-Йорк у 1853 році в заможній сім'ї Джона та Клари Майклів, інвестора у нерухомість. Здобув освіту в тому ж місті, вивчаючи хімію як у місцевого вчителя, так і у власній домашній лабораторії. Хвороба зірвала плани Майкла відвідувати Гарвард, натомість у 1871 р. він поїхав з батьками до Європи та вирішив навчатися у Німеччині.
Він навчався в хімічній лабораторії Гофмана в Берліні в Берлінському університеті, потім у Роберта Бунзена в Гайдельберзькому університеті і через 2 роки знову в Берліні у Гофмана. Потім вчився ще один рік у Вюрца в Паризькій школі «Еколь де Медесін» та у Петербурзі у Дмитра Менделєєва.
Повернувшись до Сполучених Штатів у 1880 році, Майкл став професором хімії в коледжі Тафтса, де викладав у 1882—1889 роках. Отримав ступінь магістра мистецтв у Тафті в 1882 році і доктора наук у 1890 році.
У 1884 році у німецькому науковому журналі Berichte der Deutschen Chemischen Gesellschaft було описано реакцію, відкриту Майклом. Таким чином його прізвище увійшло в російську та українську науку у німецькій вимові — Міхаель.
У коледжі Тафтс Майкл познайомився і одружився у 1888 році з однією зі своїх студентів-науковців Гелен Ебот. Після кількох років в Англії, протягом яких пара працювала в саморобній лабораторії на острові Вайт, вони повернулися до Сполучених Штатів у 1894 році, де Артур Майкл знову викладав у Тафтсі до 1907 року, поки не став емеритом.
Проте вибуття Майкла з академій тривало ще п'ять років. У 1912 році він став професором хімії Гарвардського університету, і там пробув до другого виходу на пенсію, у 1936 році. Протягом своєї кар'єри Майкл працював з деякими передовими хіміками свого часу, здобував професії з хімії та здобув славу серед своїх однолітків.
Помер в Орландо, штат Флорида, 8 лютого 1942 року. Його дружина померла в 1904 році. Дітей у них не було.

## Робота
Артура Майкла сьогодні пам'ятають насамперед за реакцією Міхаеля, яку також називають доповненням Майкла. Як спочатку було визначено Майклом, реакція включає поєднання енолатного іона кетону або альдегіду до α, β-ненасиченої карбонільної сполуки на β-вуглеці.
Майкл також був добре відомий у свої дні тим, що включав термодинамічні поняття в органічну хімію, особливо за те, що він використовував аргументи ентропії. Ймовірно, його найтривкішим внеском у науку була його центральна роль у впровадженні європейської моделі вищої освіти у США.

## Діяльність та відзнаки
- Національна академія наук (1889)

Артуру Майклу приписують 1897 р. перші підйоми на гору Лефрой та гору Вікторія в Канадських скелястих горах, які він здійснив разом з Дж. Норманом Коллі, також професором органічної хімії. Пік Майкла був названий його товаришем Едвардом Вімпером у 1901 році на його честь.